# Hologerrhum
Genre
Hologerrhum est un genre de serpents de la famille des Natricidae. 

## Répartition
Les espèces de ce genre sont endémiques des Philippines.

## Liste des espèces
Selon The Reptile Database (20 novembre 2016) :
- Hologerrhum dermali Brown, Leviton, Ferner & Sison, 2001
- Hologerrhum philippinum Günther, 1858

## Publication originale
- Günther, 1858 : Catalogue of Colubrine Snakes in the Collection of the British Museum, London, p. 1-281 (texte intégral).